# Giuseppe Bofondi
Giuseppe Bofondi (Forlì, 24 ottobre 1795 – Roma, 2 dicembre 1867) è stato un cardinale italiano, Cardinal Segretario di Stato dal 2 gennaio al 10 marzo 1848.

## Biografia
Nato da famiglia nobile di Forlì, era figlio di Antonio e della marchesa Cristina Romagnoli di Cesena. Nel 1817 si laureò in utroque iure e già nel 1823 iniziava la sua carriera in Vaticano con la nomina a uditore della Sacra Rota. Dal 1831 al 1846, sotto il pontificato di Gregorio XVI sarà prolegato a Ravenna, città dove tornerà brevemente come legato nel 1847, dopo un breve periodo a Ferrara.
Egli era conosciuto come uomo aperto alle idee liberale, non fosse altro perché un fratello di Bofondi, Pietro, era dovuto scappare per le sue idee dall'Italia, dove morì in esilio. Egli fu quindi nel biennio 1846-1848 un fautore delle timide riforme del nuovo Papa Pio IX.
Creato cardinale nel concistoro del 21 dicembre 1846 dal nuovo Papa Pio IX con il titolo di San Cesareo in Palatio, fu cardinale segretario di Stato nel tumultuoso periodo che precedette la Prima guerra di indipendenza italiana dal 2 gennaio al 10 marzo 1848. Fu lui, così, "a reggere il primo Ministero dello Stato Pontificio con una componente laica (Giuseppe Pasolini Dall'Onda Ministro del Commercio, Belle Arti e Agricoltura)".
Bofondi si trovò costretto, all'inizio del febbraio 1848, a rispondere negativamente ad una richiesta di sostegno da parte del nuovo governo costituzionale del Regno delle Due Sicilie.
Il Bofondi - pur essendo persona onesta e di buone maniere - scontò nei difficili giorni del 1848 la scarsa esperienza politica. Il Papa infatti lo sostituì rapidamente con il più esperto cardinale Giacomo Antonelli.
Dopo il ritorno del Papa da Gaeta dove era fuggito a causa dei moti del 1848 e dell'instaurazione della Repubblica Romana, Bofondi, che a Gaeta lo aveva seguito, divenne membro della congregazione degli studii e presidente del censo.

## Proverbi e modi di dire
A Forlì circolarono presto alcuni proverbi relativi a Bofondi (pronunciato dialettalmente Bafondi):
- A-n so miga Bafondi! - Mica sono Bofondi!
- U-s créd d'ësar Bafondi! - Crede d'essere Bofondi!

## Opere
- Breve memoria sui catasti dello Stato pontificio (1862).